# Phthitia digiseta
Phthitia digiseta är en tvåvingeart som beskrevs av Marshall 1992. Phthitia digiseta ingår i släktet Phthitia och familjen hoppflugor. Inga underarter finns listade i Catalogue of Life.